# 2014-es labdarúgó-világbajnokság-selejtező (CAF – 2. forduló)
A 2014-es labdarúgó-világbajnokság afrikai selejtezőjének 2. fordulójának mérkőzéseit tartalmazó lapja.

## Lebonyolítás
A második fordulóban az első forduló 12 továbbjutója és az 1–28. helyen rangsorolt válogatottak vettek részt, összesen 40 csapat. 10 darab csoportot képeztek, mindegyikben négy csapat szerepelt. A csapatok oda-visszavágós, körmérkőzéses rendszerben mérkőztek meg egymással. A csoportok győztesei továbbjutottak a harmadik fordulóba. A sorsolást 2011. július 30-án tartották Rio de Janeiroban. A mérkőzéseket 2012. június 1. és 2013. szeptember 10. között játszották le.

## Sorsolás
A csapatokat négy kalapba osztották a kiemelési rangsor szerint. A kalapokat 1–4-ig számozták. Az „1. kalapba” az 1–10., a „2. kalapba” a 11-20., a „3. kalapba” a 21-28. helyezettek, valamint az első forduló 1. és 2. mérkőzések győztesei, a „4. kalapba” az első forduló 3–12. mérkőzések győztesei kerültek.
| 1. kalap | 2. kalap                                                                                                | 3. kalap | 4. kalap |
| --- | --- | --- | --- |
| Elefántcsontpart · Egyiptom · Ghána · Burkina Faso · Nigéria · Szenegál · Dél-afrikai Köztársaság · Kamerun · Algéria · Tunézia · | Gabon · Líbia · Marokkó · Guinea · Botswana · Malawi · Zambia · Uganda · Mali · Zöld-foki Köztársaság · | Benin · Zimbabwe · Közép-afrikai Köztársaság · Sierra Leone · Szudán · Niger · Gambia · Angola · Kenya (T) · Togo (T) · | Namíbia (T) · Libéria (T) · Mozambik (T) · Egyenlítői-Guinea (T) · Etiópia (T) · Lesotho (T) · Ruanda (T) · Kongói DK (T) · Kongó (T) · Tanzánia (T) · |

Jegyzet
- T: Az 1. selejtezőkörből továbbjutott csapat, a sorsoláskor nem ismert.

## Eredmények

### A csoport
| Hely. | Csapat                    | M | Gy | D | V | G+ | G– | Gk | P  | Továbbjutás                       |     | Etiópia | Dél-afrikai Köztársaság | Botswana | Közép-afrikai Köztársaság |
| ----- | ------------------------- | - | -- | - | - | -- | -- | -- | -- | --------------------------------- | --- | ------- | ----------------------- | -------- | ------------------------- |
| 1.    | Etiópia                   | 6 | 4  | 1 | 1 | 8  | 6  | +2 | 13 | Továbbjutott a harmadik fordulóba |     | —       | 2–1                     | 1–0      | 2–0                       |
| 2.    | Dél-afrikai Köztársaság   | 6 | 3  | 2 | 1 | 12 | 5  | +7 | 11 |                                   |     | 1–1     | —                       | 4–1      | 2–0                       |
| 3.    | Botswana                  | 6 | 2  | 1 | 3 | 8  | 10 | −2 | 7  |                                   | 3–0 | 1–1     | —                       | 3–2      |                           |
| 4.    | Közép-afrikai Köztársaság | 6 | 1  | 0 | 5 | 5  | 12 | −7 | 3  |                                   | 1–2 | 0–3     | 2–0                     | —        |                           |

1. ↑  Megállapított eredmény

| 2012. június 3. 15:00 (UTC+2) |

| Közép-afrikai Köztársaság | 2–0               | Botswana |
| ------------------------- | ----------------- | -------- |
| Kéthévoama 19' 49'        | (1–0) Jegyzőkönyv |          |

| Barthelemy Boganda Stadium, Bangui Nézőszám: 20 000 Játékvezető: Bernard Camille (Seychelle-szigeteki) |

| 2012. június 2. 15:00 (UTC+1) |

| Dél-afrikai Köztársaság | 1–1               | Etiópia  |
| ----------------------- | ----------------- | -------- |
| Mphela 77'              | (0–1) Jegyzőkönyv | Said 28' |

| Royal Bafokeng Stadium, Rustenburg Nézőszám: 13 611 Játékvezető: Hamada Nampiandraza (madagaszkári) |

| 2012. június 9. 15:00 (UTC+2) |

| Botswana | 1–1               | Dél-afrikai Köztársaság |
| -------- | ----------------- | ----------------------- |
| Nato 38' | (1–1) Jegyzőkönyv | Gould 15'               |

| University of Botswana Stadium, Gaborone Nézőszám: 7500 Játékvezető: Mahamadou Keita (mali) |

| 2012. június 10. 16:00 (UTC+3) |

| Etiópia      | 2–0               | Közép-afrikai Köztársaság |
| ------------ | ----------------- | ------------------------- |
| Said 38' 88' | (1–0) Jegyzőkönyv |                           |

| Addis Ababa Stadium, Addis Ababa Nézőszám: 25 000 Játékvezető: Anthony Ramsy Raphael (malawi) |

| 2013. március 23. 20:15 (UTC+2) |

| Dél-afrikai Köztársaság | 2–0               | Közép-afrikai Köztársaság |
| ----------------------- | ----------------- | ------------------------- |
| Matlaba 34' Parker 70'  | (1–0) Jegyzőkönyv |                           |

| Cape Town Stadium, Fokváros Nézőszám: 36 740 Játékvezető: Ali Kalyango (ugandai) |

| 2013. március 24. 16:00 (UTC+3) |

| Etiópia    | 1–0               | Botswana |
| ---------- | ----------------- | -------- |
| Kebede 88' | (0–0) Jegyzőkönyv |          |

| Addis Ababa Stadium, Addis Ababa Nézőszám: 22 000 Játékvezető: Rédouane Jiyed (marokkói) |

| 2013. június 7. 15:00 (UTC+2) |

| Botswana    | 3–0 (megállapított) | Etiópia              |
| ----------- | ------------------- | -------------------- |
| Sembowa 76' | (0–2) Jegyzőkönyv   | Kebede 34' Ahmed 45' |

| Lobatse Stadium, Lobatse Nézőszám: 5000 Játékvezető: Denis Batte (ugandai) |

| 2013. június 8. 15:00 (UTC+1) |

| Közép-afrikai Köztársaság | 0–3               | Dél-afrikai Köztársaság               |
| ------------------------- | ----------------- | ------------------------------------- |
|                           | (0–2) Jegyzőkönyv | Parker 26' Tshabalala 41' Mashego 90' |

| Stade Omnisports Ahmadou-Ahidjo, Yaoundé (Kamerun) Nézőszám: 7000 Játékvezető: William Agbovi (ghánai) |

| 2013. június 14. 15:00 (UTC+2) |

| Botswana                             | 3–2               | Közép-afrikai Köztársaság |
| ------------------------------------ | ----------------- | ------------------------- |
| Ramatlhakwana 37' Ngele 74' Nato 86' | (1–1) Jegyzőkönyv | Ozingoni 29' 50'          |

| Lobatse Stadium, Lobatse Nézőszám: 2500 Játékvezető: Juste Ephrem Zio (Burkina fasó-i) |

| 2013. június 14. 16:00 (UTC+3) |

| Etiópia                        | 2–1               | Dél-afrikai Köztársaság |
| ------------------------------ | ----------------- | ----------------------- |
| Kebede 43') Parker 70' (öngól) | (1–1) Jegyzőkönyv | Parker 34'              |

| National Stadium, Addis Abeba Nézőszám: 22 000 Játékvezető: Mohamed Farouk (egyiptomi) |

| 2013. szeptember 7. 15:30 (UTC+2) |

| Dél-afrikai Köztársaság                          | 4–1               | Botswana          |
| ------------------------------------------------ | ----------------- | ----------------- |
| Erasmus 28' Furman 46' Parker 84' 89' (11-esből) | (1–0) Jegyzőkönyv | Ramatlhakwane 73' |

| Moses Mabhida Stadion, Durban Játékvezető: Badara Diatta (szenegáli) |

| 2013. szeptember 7. 14:30 (UTC+1) |

| Közép-afrikai Köztársaság | 1–2               | Etiópia                 |
| ------------------------- | ----------------- | ----------------------- |
| Keita 23'                 | (1–0) Jegyzőkönyv | Saladin 48' Teshome 61' |

| Stade Alphonse Massemba-Débat, Brazzaville (Kongói Köztársaság) Játékvezető: Mohamed Benouza (algériai) |

### B csoport
| Hely. | Csapat                | M | Gy | D | V | G+ | G– | Gk | P  | Továbbjutás                       |     | Tunézia | Zöld-foki Köztársaság | Sierra Leone | Egyenlítői-Guinea |
| ----- | --------------------- | - | -- | - | - | -- | -- | -- | -- | --------------------------------- | --- | ------- | --------------------- | ------------ | ----------------- |
| 1.    | Tunézia               | 6 | 4  | 2 | 0 | 13 | 6  | +7 | 14 | Továbbjutott a harmadik fordulóba |     | —       | 3–0                   | 2–1          | 3–1               |
| 2.    | Zöld-foki Köztársaság | 6 | 3  | 0 | 3 | 9  | 7  | +2 | 9  |                                   |     | 1–2     | —                     | 1–0          | 3–0               |
| 3.    | Sierra Leone          | 6 | 2  | 2 | 2 | 10 | 10 | 0  | 8  |                                   | 2–2 | 2–1     | —                     | 3–2          |                   |
| 4.    | Egyenlítői-Guinea     | 6 | 0  | 2 | 4 | 6  | 15 | −9 | 2  |                                   | 1–1 | 0–3     | 2–2                   | —            |                   |

1. 1 2 3  Megállapított eredmény

| 2012. június 2. 16:30 (UTC±0) |

| Sierra Leone        | 2–1               | Zöld-foki Köztársaság |
| ------------------- | ----------------- | --------------------- |
| Kamara 11' Suma 26' | (2–0) Jegyzőkönyv | Zé Luís 90+3'         |

| Nemzeti Stadion, Freetown Nézőszám: 25 000 Játékvezető: William Agbovi (ghánai) |

| 2012. június 2. 18:00 (UTC+1) |

| Tunézia                   | 3–1               | Egyenlítői-Guinea |
| ------------------------- | ----------------- | ----------------- |
| Jemâa 51' Hammami 56' 88' | (0–1) Jegyzőkönyv | Iyanga 34'        |

| Stade Mustapha Ben Jannet, Monasztir Nézőszám: 10 000 Játékvezető: Mehdi Abid Sarif (algériai) |

| 2012. június 9. 18:00 (UTC+1) |

| Egyenlítői-Guinea    | 2–2               | Sierra Leone              |
| -------------------- | ----------------- | ------------------------- |
| Edjogo-Owono 13' 41' | (2–2) Jegyzőkönyv | Barlay 23' T. Bangura 30' |

| Nuevo Estadio de Malabo, Malabo Nézőszám: 4000 Játékvezető: Adam Cordier (csádi) |

| 2012. június 9. 16:30 (UTC−1) |

| Zöld-foki Köztársaság | 1–2               | Tunézia               |
| --------------------- | ----------------- | --------------------- |
| Odaïr 26'             | (1–1) Jegyzőkönyv | Khelifa 14' Jemâa 46' |

| Estádio da Várzea, Praia Nézőszám: 3600 Játékvezető: Rédouane Jiyed (marokkói) |

| 2013. március 23. 19:10 (UTC+1) |

| Tunézia                | 2–1               | Sierra Leone  |
| ---------------------- | ----------------- | ------------- |
| Darragi 57' Khazri 72' | (0–0) Jegyzőkönyv | A. Kamara 74' |

| Stade Olympique de Radès, Radès Nézőszám: 10 000 Játékvezető: Mal Souley Mohamadou (kameruni) |

| 2013. március 24. 17:00 (UTC+1) |

| Egyenlítői-Guinea                     | 0–3 (megállapított) | Zöld-foki Köztársaság      |
| ------------------------------------- | ------------------- | -------------------------- |
| Nsue 3' 17' (11-esből) 76' Rincon 88' | (2–2) Jegyzőkönyv   | Djaniny 5' 85' Platini 19' |

| Estadio de Malabo, Malabo Nézőszám: 8000 Játékvezető: Mahamadou Keita (mali) |

| 2013. június 8. 16:30 (UTC+0) |

| Sierra Leone        | 2–2               | Tunézia                                            |
| ------------------- | ----------------- | -------------------------------------------------- |
| Kamara 38' Suma 70' | (1–0) Jegyzőkönyv | Darragi 55' (11-esből) Fakhreddine Ben Youssef 89' |

| National Stadium, Freetown Nézőszám: 20 000 Játékvezető: Eric Otogo-Castane (gaboni) |

| 2013. június 8. 16:30 (UTC–1) |

| Zöld-foki Köztársaság   | 3–0 (megállapított) | Egyenlítői-Guinea |
| ----------------------- | ------------------- | ----------------- |
| Babanco 17' Djaniny 52' | Jegyzőkönyv         | Obina 54'         |

| Estadio da Varzea, Praia Nézőszám: 3500 Játékvezető: Hélder Martins de Carvalho (angolai) |

| 2013. június 14. 16:30 (UTC−1) |

| Zöld-foki Köztársaság | 1–0               | Sierra Leone |
| --------------------- | ----------------- | ------------ |
| Héldon 12'            | (1–0) Jegyzőkönyv |              |

| Estádio da Várzea, Praia Nézőszám: 3500 Játékvezető: Anthony Ramsy Raphael (malawi) |

| 2013. június 14. 17:00 (UTC+1) |

| Egyenlítői-Guinea      | 1–1               | Tunézia                |
| ---------------------- | ----------------- | ---------------------- |
| Juvenal 36' (11-esből) | (1–0) Jegyzőkönyv | Darragi 64' (11-esből) |

| Estadio de Malabo, Malabo Nézőszám: 8000 Játékvezető: Bernard Camille (Seychelle-szigeteki) |

| 2013. szeptember 7. 16:30 (UTC±0) |

| Sierra Leone                                 | 3–2               | Egyenlítői-Guinea       |
| -------------------------------------------- | ----------------- | ----------------------- |
| Bangura 21' Kargbo 40' (11-esből) Kamara 70' | (2–0) Jegyzőkönyv | Iyanga 87' Bermúdez 89' |

| National Stadium, Freetown Játékvezető: Mohamed Hussein El-Fadil (szudáni) |

| 2013. szeptember 7. 19:45 (UTC+1) |

| Tunézia | 3–0 (megállapított) | Zöld-foki Köztársaság  |
| ------- | ------------------- | ---------------------- |
|         | Jegyzőkönyv         | Platini 28' Héldon 42' |

| Stade Olympique de Radès, Radès Játékvezető: Bakary Gassama (gambiai) |

### C csoport
| Hely. | Csapat           | M | Gy | D | V | G+ | G– | Gk  | P  | Továbbjutás                       |     | Elefántcsontpart | Marokkó | Tanzánia | Gambia |
| ----- | ---------------- | - | -- | - | - | -- | -- | --- | -- | --------------------------------- | --- | ---------------- | ------- | -------- | ------ |
| 1.    | Elefántcsontpart | 6 | 4  | 2 | 0 | 15 | 5  | +10 | 14 | Továbbjutott a harmadik fordulóba |     | —                | 1–1     | 2–0      | 3–0    |
| 2.    | Marokkó          | 6 | 2  | 3 | 1 | 9  | 8  | +1  | 9  |                                   |     | 2–2              | —       | 2–1      | 2–0    |
| 3.    | Tanzánia         | 6 | 2  | 0 | 4 | 8  | 12 | −4  | 6  |                                   | 2–4 | 3–1              | —       | 2–1      |        |
| 4.    | Gambia           | 6 | 1  | 1 | 4 | 4  | 11 | −7  | 4  |                                   | 0–3 | 1–1              | 2–0     | —        |        |

| 2012. június 2. 16:30 (UTC±0) |

| Gambia     | 1–1               | Marokkó    |
| ---------- | ----------------- | ---------- |
| Jammeh 15' | (1–0) Jegyzőkönyv | Kharja 76' |

| Independence Stadium, Bakau Nézőszám: 15 000 Játékvezető: Néant Alioum (kameruni) |

| 2012. június 2. 17:00 (UTC±0) |

| Elefántcsontpart     | 2–0               | Tanzánia |
| -------------------- | ----------------- | -------- |
| Kalou 10' Drogba 71' | (1–0) Jegyzőkönyv |          |

| Stade Félix Houphouët-Boigny, Abidjan Nézőszám: 15 000 Játékvezető: Szelím el-Zsedídi (tunéziai) |

| 2012. június 9. 21:00 (UTC+1) |

| Marokkó                                | 2–2               | Elefántcsontpart      |
| -------------------------------------- | ----------------- | --------------------- |
| Kharja 41' (11-esből) Abourrouzouk 89' | (1–1) Jegyzőkönyv | Kalou 8' K. Touré 60' |

| Stade de Marrakech, Marrákes Nézőszám: 36 000 Játékvezető: Ghead Grisha (egyiptomi) |

| 2012. június 10. 16:00 (UTC+3) |

| Tanzánia                         | 2–1               | Gambia       |
| -------------------------------- | ----------------- | ------------ |
| Kapombe 60' Nyoni 84' (11-esből) | (0–1) Jegyzőkönyv | M. Ceesay 7' |

| Benjamin Mkapa National Stadium, Dar es-Salaam Nézőszám: 20 000 Játékvezető: Ruzive Ruzive (zimbabwei) |

| 2013. március 23. 17:00 (UTC±0) |

| Elefántcsontpart                           | 3–0               | Gambia |
| ------------------------------------------ | ----------------- | ------ |
| Bony 49' (11-esből) Y. Touré 59' Kalou 70' | (0–0) Jegyzőkönyv |        |

| Stade Félix Houphouët-Boigny, Abidjan Nézőszám: 20 000 Játékvezető: Eric Otogo-Castane (gaboni) |

| 2013. március 24. 15:00 (UTC+3) |

| Tanzánia                     | 3–1               | Marokkó        |
| ---------------------------- | ----------------- | -------------- |
| Ulimwengu 46' Samata 67' 80' | (0–0) Jegyzőkönyv | El-Arabi 90+4' |

| Benjamin Mkapa National Stadium, Dar es-Salaam Nézőszám: 40 000 Játékvezető: Hélder Martins de Carvalho (angolai) |

| 2013. június 8. 16:30 (UTC±0) |

| Gambia | 0–3               | Elefántcsontpart                    |
| ------ | ----------------- | ----------------------------------- |
|        | (0–1) Jegyzőkönyv | L. Traoré 12' Bony 61' Y. Touré 89' |

| Independence Stadium, Bakau Nézőszám: 24 000 Játékvezető: Janny Sikazwe (zambiai) |

| 2013. június 8. 21:00 (UTC+1) |

| Marokkó                               | 2–1               | Tanzánia   |
| ------------------------------------- | ----------------- | ---------- |
| Hamdállah 39' (11-esből) El-Arabi 51' | (1–1) Jegyzőkönyv | Kiemba 26' |

| Stade de Marrakech, Marrakech Nézőszám: 15 000 Játékvezető: Daniel Bennett (dél-afrikai) |

| 2013. június 15. 21:00 (UTC+1) |

| Marokkó                 | 2–0               | Gambia |
| ----------------------- | ----------------- | ------ |
| Barrada 3' Belhanda 51' | (1–0) Jegyzőkönyv |        |

| Stade de Marrakech, Marrakech Nézőszám: 15 000 Játékvezető: Mohamed Hussein El-Fadil (szudáni) |

| 2013. június 16. 15:00 (UTC+3) |

| Tanzánia                | 2–4               | Elefántcsontpart                               |
| ----------------------- | ----------------- | ---------------------------------------------- |
| Kiemba 2' Ulimwengu 35' | (2–3) Jegyzőkönyv | Traoré 13' Touré 23' 44' (11-esből) Bony 90+3' |

| Benjamin Mkapa National Stadium, Dar es Salaam Nézőszám: 60 000 Játékvezető: Mehdi Abid Sarif (algériai) |

| 2013. szeptember 7. 17:00 (UTC±0) |

| Elefántcsontpart      | 1–1               | Marokkó      |
| --------------------- | ----------------- | ------------ |
| Drogba 83' (11-esből) | (0–0) Jegyzőkönyv | El-Arabi 53' |

| Stade Félix Houphouët-Boigny, Abidjan Játékvezető: Bernard Camille (seychelle-szigetek) |

| 2013. szeptember 7. 16:30 (UTC±0) |

| Gambia        | 2–0               | Tanzánia |
| ------------- | ----------------- | -------- |
| Jarju 45' 51' | (1–0) Jegyzőkönyv |          |

| Independence Stadium, Bakau Játékvezető: Hudu Munyemana (ruandai) |

### D csoport
| Hely. | Csapat  | M | Gy | D | V | G+ | G– | Gk  | P  | Továbbjutás                       |     | Ghána | Zambia | Lesotho | Szudán |
| ----- | ------- | - | -- | - | - | -- | -- | --- | -- | --------------------------------- | --- | ----- | ------ | ------- | ------ |
| 1.    | Ghána   | 6 | 5  | 0 | 1 | 18 | 3  | +15 | 15 | Továbbjutott a harmadik fordulóba |     | —     | 2–1    | 7–0     | 4–0    |
| 2.    | Zambia  | 6 | 3  | 2 | 1 | 11 | 4  | +7  | 11 |                                   |     | 1–0   | —      | 4–0     | 1–1    |
| 3.    | Lesotho | 6 | 1  | 2 | 3 | 4  | 15 | −11 | 5  |                                   | 0–2 | 1–1   | —      | 0–0     |        |
| 4.    | Szudán  | 6 | 0  | 2 | 4 | 3  | 14 | −11 | 2  |                                   | 0–4 | 0–3   | 2–3    | —       |        |

| 2012. június 1. 17:00 (UTC±0) |

| Ghána                                                              | 7–0               | Lesotho |
| ------------------------------------------------------------------ | ----------------- | ------- |
| Muntari 15' Adiyiah 24' 49' J.Ayew 45' 89' Atsu 86' Akaminko 90+1' | (3–0) Jegyzőkönyv |         |

| Baba Yara Stadium, Kumasi Nézőszám: 38 000 Játékvezető: Badara Diatta (szenegáli) |

| 2012. június 1. 20:00 (UTC+3) |

| Szudán               | 0–3 (megállapított) | Zambia |
| -------------------- | ------------------- | ------ |
| Tahir 49' Masawi 72' | Jegyzőkönyv         |        |

| Kartúm Stadion, Kartúm Nézőszám: 18 000 Játékvezető: Aboubacar Bangoura (guineai) |

| 2012. június 9. 15:00 (UTC+2) |

| Zambia         | 1–0               | Ghána |
| -------------- | ----------------- | ----- |
| C. Katongo 15' | (1–0) Jegyzőkönyv |       |

| New Ndola Stadium, Ndola Nézőszám: 40 000 Játékvezető: Med Said Kordi (tunéziai) |

| 2012. június 10. 15:00 (UTC+2) |

| Lesotho | 0–0         | Szudán |
| ------- | ----------- | ------ |
|         | Jegyzőkönyv |        |

| Setsoto Stadion, Maseru Nézőszám: 4000 Játékvezető: Rainhold Shikongo (namíbiai) |

| 2013. március 24. 15:00 (UTC+2) |

| Lesotho    | 1–1               | Zambia      |
| ---------- | ----------------- | ----------- |
| Marabe 89' | (0–0) Jegyzőkönyv | Mbesuma 73' |

| Setsoto Stadium, Maseru Nézőszám: 15 000 Játékvezető: Malang Diedhiou (szenegáli) |

| 2013. március 24. 16:00 (UTC±0) |

| Ghána                                           | 4–0               | Szudán |
| ----------------------------------------------- | ----------------- | ------ |
| Gyan 19' Wakaso 38' Waris 79' Agyemang-Badu 84' | (2–0) Jegyzőkönyv |        |

| Baba Yara Stadium, Kumasi Nézőszám: 38 000 Játékvezető: Anthony Ramsy Raphael (malawi) |

| 2013. június 7. 20:00 (UTC+3) |

| Szudán                  | 1–3               | Ghána                    |
| ----------------------- | ----------------- | ------------------------ |
| El Tahir 26' (11-esből) | (1–1) Jegyzőkönyv | Gyan 20' 57' Muntari 83' |

| Al-Merrikh Stadium, Omdurman Nézőszám: 3211 Játékvezető: Ousmane Fall (szenegáli) |

| 2013. június 8. 15:00 (UTC+2) |

| Zambia                                     | 4–0               | Lesotho |
| ------------------------------------------ | ----------------- | ------- |
| Mulenga 36' 63' C. Katongo 61' Mbesuma 83' | (1–0) Jegyzőkönyv |         |

| Levy Mwanawasa Stadium, Ndola Nézőszám: 36 000 Játékvezető: Ali Lemghaifry (mauritániai) |

| 2013. június 15. 15:00 (UTC+2) |

| Zambia      | 1–1               | Szudán       |
| ----------- | ----------------- | ------------ |
| Mulenga 70' | (0–0) Jegyzőkönyv | Mohammed 72' |

| Levy Mwanawasa Stadium, Ndola Nézőszám: 37,200 Játékvezető: Eric Otogo-Castane (gaboni) |

| 2013. június 16. 15:00 (UTC+2) |

| Lesotho | 0–2               | Ghána             |
| ------- | ----------------- | ----------------- |
|         | (0–1) Jegyzőkönyv | Atsu 44' Gyan 75' |

| Setsoto Stadium, Maseru Nézőszám: 1,961 Játékvezető: Thierry Nkurunziza |

| 2013. szeptember 6. 16:00 (UTC±0) |

| Ghána                 | 2–1               | Zambia      |
| --------------------- | ----------------- | ----------- |
| Waris 17' Asamoah 62' | (1–0) Jegyzőkönyv | Sinkala 72' |

| Baba Yara Stadium, Kumasi Játékvezető: Djamel Haimoudi (algériai) |

| 2013. szeptember 8. 20:00 (UTC+3) |

| Szudán                   | 2–3               | Lesotho                                |
| ------------------------ | ----------------- | -------------------------------------- |
| Almadina 3' El Tahir 23' | (2–1) Jegyzőkönyv | Seturumane 44' Lekhoana 75' Koetle 80' |

| Al-Merrikh Stadium, Omdurman Játékvezető: Sylvester Kirwa (kenyai) |

### E csoport
| Hely. | Csapat       | M | Gy | D | V | G+ | G– | Gk | P  | Továbbjutás                       |     | Burkina Faso | Kongói Köztársaság | Gabon | Niger (ország) |
| ----- | ------------ | - | -- | - | - | -- | -- | -- | -- | --------------------------------- | --- | ------------ | ------------------ | ----- | -------------- |
| 1.    | Burkina Faso | 6 | 4  | 0 | 2 | 7  | 4  | +3 | 12 | Továbbjutott a harmadik fordulóba |     | —            | 0–3                | 1–0   | 4–0            |
| 2.    | Kongó        | 6 | 3  | 2 | 1 | 7  | 3  | +4 | 11 |                                   |     | 0–1          | —                  | 1–0   | 1–0            |
| 3.    | Gabon        | 6 | 2  | 1 | 3 | 5  | 6  | −1 | 7  |                                   | 1–0 | 0–0          | —                  | 4–1   |                |
| 4.    | Niger        | 6 | 1  | 1 | 4 | 6  | 12 | −6 | 4  |                                   | 0–1 | 2–2          | 3–0                | —     |                |

1. 1 2  Megállapított eredmény

| 2012. június 2. 18:00 (UTC±0) |

| Burkina Faso | 0–3 (megállapított) | Kongó |
| ------------ | ------------------- | ----- |
|              | Jegyzőkönyv         |       |

| Nézőszám: 23 904 Játékvezető: Bouchaib El Ahrach (marokkói) |

| 2012. június 3. 16:00 (UTC+1) |

| Niger | 3–0 (megállapított) | Gabon |
| ----- | ------------------- | ----- |
|       | Jegyzőkönyv         |       |

| Stade Général Seyni Kountché, Niamey Nézőszám: 20 000 Játékvezető: Dzsamel Hajmúdi (algériai) |

| 2012. június 9. 15:30 (UTC+1) |

| Kongó       | 1–0               | Niger |
| ----------- | ----------------- | ----- |
| Malonga 86' | (0–0) Jegyzőkönyv |       |

| Stade Municipal, Pointe-Noire Nézőszám: 10 500 Játékvezető: Hudu Munyemana (ruandai) |

| 2012. június 9. 15:30 (UTC+1) |

| Gabon       | 1–0               | Burkina Faso |
| ----------- | ----------------- | ------------ |
| Ebanega 56' | (0–0) Jegyzőkönyv |              |

| Stade d'Angondjé, Libreville Nézőszám: 23 000 Játékvezető: Ousmane Fall (szenegáli) |

| 2013. március 23. 15:30 (UTC+1) |

| Kongó     | 1–0               | Gabon |
| --------- | ----------------- | ----- |
| Samba 67' | (0–0) Jegyzőkönyv |       |

| Stade Municipal, Pointe-Noire Nézőszám: 13 000 Játékvezető: Bakary Gassama (gambiai) |

| 2013. március 23. 18:00 (UTC±0) |

| Burkina Faso                                  | 4–0               | Niger |
| --------------------------------------------- | ----------------- | ----- |
| Pitroipa 3' Bancé 36' Kaboré 78' Nakoulma 86' | (2–0) Jegyzőkönyv |       |

| Stade du 4-Août, Ouagadougou Nézőszám: 35 000 Játékvezető: Noumandiez Doue (elefántcsontparti) |

| 2013. június 8. 15:30 (UTC+1) |

| Gabon | 0–0         | Kongó |
| ----- | ----------- | ----- |
|       | Jegyzőkönyv |       |

| Stade de Franceville, Franceville Nézőszám: 27 500 Játékvezető: Ghead Grisha (egyiptomi) |

| 2013. június 9. 16:00 (UTC+1) |

| Niger | 0–1               | Burkina Faso |
| ----- | ----------------- | ------------ |
|       | (0–0) Jegyzőkönyv | Pitroipa 80' |

| Stade General Seyni Kountche, Niamey Nézőszám: 18 000 Játékvezető: Tessema Bamlak (etióp) |

| 2013. június 15. 15:30 (UTC+1) |

| Kongó | 0–1               | Burkina Faso |
| ----- | ----------------- | ------------ |
|       | (0–1) Jegyzőkönyv | Bancé 38'    |

| Stade Municipal, Pointe-Noire Nézőszám: 13 497 Játékvezető: Rainhold Shikongo (namíbiai) |

| 2013. június 15. 16:00 (UTC+1) |

| Gabon                                                                    | 4–1               | Niger   |
| ------------------------------------------------------------------------ | ----------------- | ------- |
| P. Aubameyang 42' (11-esből) 87' (11-esből) 90+7' (11-esből) Manga 90+6' | (1–1) Jegyzőkönyv | Ali 14' |

| Stade de Franceville, Franceville Nézőszám: 12 000 Játékvezető: Samuel Chirindza (mozambiki) |

| 2013. szeptember 7. 15:30 (UTC±0) |

| Burkina Faso | 1–0               | Gabon |
| ------------ | ----------------- | ----- |
| Nakoulma 54' | (0–0) Jegyzőkönyv |       |

| Stade du 4-Août, Ouagadougou Játékvezető: Rajindraparsad Seechurn (mauritiusi) |

| 2013. szeptember 7. 16:30 (UTC+1) |

| Niger                | 2–2               | Kongó                      |
| -------------------- | ----------------- | -------------------------- |
| Cissé 34' Daouda 70' | (1–0) Jegyzőkönyv | N'Guessi 66' Kapolongo 76' |

| Stade Général Seyni Kountché, Niamey Játékvezető: Koman Coulibaly (mali) |

### F csoport
| Hely. | Csapat  | M | Gy | D | V | G+ | G– | Gk | P  | Továbbjutás                       |     | Nigéria | Malawi | Kenya | Namíbia |
| ----- | ------- | - | -- | - | - | -- | -- | -- | -- | --------------------------------- | --- | ------- | ------ | ----- | ------- |
| 1.    | Nigéria | 6 | 3  | 3 | 0 | 7  | 3  | +4 | 12 | Továbbjutott a harmadik fordulóba |     | —       | 2–0    | 1–1   | 1–0     |
| 2.    | Malawi  | 6 | 1  | 4 | 1 | 4  | 5  | −1 | 7  |                                   |     | 1–1     | —      | 2–2   | 0–0     |
| 3.    | Kenya   | 6 | 1  | 3 | 2 | 4  | 5  | −1 | 6  |                                   | 0–1 | 0–0     | —      | 1–0   |         |
| 4.    | Namíbia | 6 | 1  | 2 | 3 | 2  | 4  | −2 | 5  |                                   | 1–1 | 0–1     | 1–0    | —     |         |

| 2012. június 2. 16:00 (UTC+3) |

| Kenya | 0–0         | Malawi |
| ----- | ----------- | ------ |
|       | Jegyzőkönyv |        |

| Moi International Sports Centre, Nairobi Nézőszám: 14 000 Játékvezető: Eric Otogo-Castane (gaboni) |

| 2012. június 3. 16:00 (UTC+1) |

| Nigéria  | 1–0               | Namíbia |
| -------- | ----------------- | ------- |
| Uche 80' | (0–0) Jegyzőkönyv |         |

| U. J. Esuene Stadium, Calabar Nézőszám: 10 000 Játékvezető: Hálid Abd er-Rahmán (szudáni) |

| 2012. június 9. 14:30 (UTC+2) |

| Malawi      | 1–1               | Nigéria     |
| ----------- | ----------------- | ----------- |
| Banda 90+2' | (0–0) Jegyzőkönyv | Gabriel 89' |

| Kamuzu Stadium, Blantyre Nézőszám: 25 000 Játékvezető: Rajindraparsad Seechurn (mauritiusi) |

| 2012. június 9. 18:00 (UTC+1) |

| Namíbia   | 1–0               | Kenya |
| --------- | ----------------- | ----- |
| Botes 85' | (0–0) Jegyzőkönyv |       |

| Sam Nujoma Stadium, Windhoek Nézőszám: 12 000 Játékvezető: Joshua Bondo (botswanai) |

| 2013. március 23. 16:00 (UTC+1) |

| Nigéria        | 1–1               | Kenya      |
| -------------- | ----------------- | ---------- |
| Oduamadi 90+3' | (0–1) Jegyzőkönyv | Kahata 39' |

| U. J. Esuene Stadium, Calabar Nézőszám: 7475 Játékvezető: Joshua Bondo (botswanai) |

| 2013. március 23. 17:00 (UTC+2) |

| Namíbia | 0–1               | Malawi     |
| ------- | ----------------- | ---------- |
|         | (0–0) Jegyzőkönyv | Mhango 70' |

| Sam Nujoma Stadium, Windhoek Nézőszám: 5000 Játékvezető: Med Said Kordi (tunéziai) |

| 2013. június 5. 14:30 (UTC+2) |

| Malawi | 0–0         | Namíbia |
| ------ | ----------- | ------- |
|        | Jegyzőkönyv |         |

| Kamuzu Stadium, Blantyre Nézőszám: 17 000 Játékvezető: Koman Coulibaly (mali) |

| 2013. június 5. 16:00 (UTC+3) |

| Kenya | 0–1               | Nigéria  |
| ----- | ----------------- | -------- |
|       | (0–0) Jegyzőkönyv | Musa 80' |

| Moi International Sports Centre, Nairobi Nézőszám: 30 000 Játékvezető: Noumandiez Doué (elefántcsontparti) |

| 2013. június 12. 14:30 (UTC+2) |

| Malawi                   | 2–2               | Kenya                           |
| ------------------------ | ----------------- | ------------------------------- |
| Ngalande 47' Ng'ambi 81' | (0–0) Jegyzőkönyv | Murunga 53' Chavula 88' (öngól) |

| Kamuzu Stadium, Blantyre Nézőszám: 13 000 Játékvezető: Ali Mohamed Adelaïd (Comore-szigeteki) |

| 2013. június 12. 20:00 (UTC+1) |

| Namíbia      | 1–1               | Nigéria      |
| ------------ | ----------------- | ------------ |
| Kavendji 77' | (0–0) Jegyzőkönyv | Oboabona 82' |

| Sam Nujoma Stadium, Windhoek Nézőszám: 9000 Játékvezető: Mensur Maeruf (eritreai) |

| 2013. szeptember 7. 16:00 (UTC+1) |

| Nigéria                            | 2–0               | Malawi |
| ---------------------------------- | ----------------- | ------ |
| Emenike 45+1' Moses 51' (11-esből) | (0–0) Jegyzőkönyv |        |

| U. J. Esuene Stadium, Calabar Játékvezető: Hamada Nampiandraza (madagaszkári) |

| 2013. szeptember 8. 16:00 (UTC+3) |

| Kenya      | 1–0               | Namíbia |
| ---------- | ----------------- | ------- |
| Wanyama 5' | (1–0) Jegyzőkönyv |         |

| Nyayo National Stadium, Nairobi Játékvezető: Gehad Grisha (egyiptomi) |

### G csoport
| Hely. | Csapat   | M | Gy | D | V | G+ | G– | Gk | P  | Továbbjutás                       |     | Egyiptom | Guinea | Mozambik | Zimbabwe |
| ----- | -------- | - | -- | - | - | -- | -- | -- | -- | --------------------------------- | --- | -------- | ------ | -------- | -------- |
| 1.    | Egyiptom | 6 | 6  | 0 | 0 | 16 | 7  | +9 | 18 | Továbbjutott a harmadik fordulóba |     | —        | 4–2    | 2–0      | 2–1      |
| 2.    | Guinea   | 6 | 3  | 1 | 2 | 12 | 8  | +4 | 10 |                                   |     | 2–3      | —      | 6–1      | 1–0      |
| 3.    | Mozambik | 6 | 0  | 3 | 3 | 2  | 10 | −8 | 3  |                                   | 0–1 | 0–0      | —      | 0–0      |          |
| 4.    | Zimbabwe | 6 | 0  | 2 | 4 | 4  | 9  | −5 | 2  |                                   | 2–4 | 0–1      | 1–1    | —        |          |

| 2012. június 1. 20:00 (UTC+2) |

| Egyiptom               | 2–0               | Mozambik |
| ---------------------- | ----------------- | -------- |
| Fathalla 55' Zídán 62' | (0–0) Jegyzőkönyv |          |

| Borg El Arab Stadium, Alexandria Nézőszám: 0 Játékvezető: Sylvester Kirwa (kenyai) |

| 2012. június 3. 15:00 (UTC+2) |

| Zimbabwe | 0–1               | Guinea     |
| -------- | ----------------- | ---------- |
|          | (0–1) Jegyzőkönyv | Traoré 27' |

| National Sports Stadium, Harare Nézőszám: 30 000 Játékvezető: Rajindraparsad Seechurn (mauritiusi) |

| 2012. június 10. 15:00 (UTC+2) |

| Mozambik | 0–0         | Zimbabwe |
| -------- | ----------- | -------- |
|          | Jegyzőkönyv |          |

| Estádio do Zimpeto, Maputo Nézőszám: 26 000 Játékvezető: Ali Kalyango (ugandai) |

| 2012. június 10. 17:00 (UTC±0) |

| Guinea                                   | 2–3               | Egyiptom                                  |
| ---------------------------------------- | ----------------- | ----------------------------------------- |
| A. Camara 19' (11-esből) A. Bangoura 88' | (1–0) Jegyzőkönyv | Aboutrika 58' 67' (11-esből) Szaláh 90+5' |

| Stade du 28 Septembre, Conakry Nézőszám: 14 000 Játékvezető: Néant Alioum (kameruni) |

| 2013. március 24. 15:00 (UTC+2) |

| Mozambik | 0–0         | Guinea |
| -------- | ----------- | ------ |
|          | Jegyzőkönyv |        |

| Estádio do Zimpeto, Maputo Nézőszám: 25 000 Játékvezető: Mohamed Hussein El-Fadil (szudáni) |

| 2013. március 26. 19:00 (UTC+2) |

| Egyiptom                              | 2–1               | Zimbabwe   |
| ------------------------------------- | ----------------- | ---------- |
| Abd Rabo 65' Aboutrika 88' (11-esből) | (0–0) Jegyzőkönyv | Musona 75' |

| Borg El Arab Stadium, Alexandria Nézőszám: 10 000 Játékvezető: Badara Diatta (szenegáli) |

| 2013. június 9. 15:00 (UTC+2) |

| Zimbabwe               | 2–4                 | Egyiptom                        |
| ---------------------- | ------------------- | ------------------------------- |
| Musona 21' Zvasiya 81' | (1 - 2) Jegyzőkönyv | Aboutrika 5' Szaláh 40' 76' 83' |

| National Stadium, Harare Nézőszám: 40 000 Játékvezető: Bakary Gassama (gambiai) |

| 2013. június 9. 17:00 (UTC+0) |

| Guinea                                                          | 6–1                 | Mozambik      |
| --------------------------------------------------------------- | ------------------- | ------------- |
| Yattara 15' 90' Diallo 33' 45' (11-esből) Traore 76' Diarra 81' | (3 - 1) Jegyzőkönyv | Domingues 44' |

| Stade du 28 septembre, Conakry Nézőszám: 14 000 Játékvezető: Kouame Ndri (elefántcsontparti) |

| 2013. június 16. 17:00 (UTC+0) |

| Guinea         | 1–0                 | Zimbabwe |
| -------------- | ------------------- | -------- |
| M. Yattara 37' | (1 - 0) Jegyzőkönyv |          |

| Stade du 28 septembre Nézőszám: 14 000 Játékvezető: Hamada Nampiandraza (madagaszkári) |

| 2013. június 16. 15:00 (UTC+2) |

| Mozambik | 0–1                 | Egyiptom   |
| -------- | ------------------- | ---------- |
|          | (0 - 1) Jegyzőkönyv | Szaláh 40' |

| Estádio da Machava, Maputo Nézőszám: 25 000 Játékvezető: Janny Sikazwe (zambiai) |

| 2013. szeptember 8. 15:00 (UTC+2) |

| Zimbabwe    | 1–1               | Mozambik    |
| ----------- | ----------------- | ----------- |
| Mambare 41' | (1–0) Jegyzőkönyv | Maninho 70' |

| Rufaro Stadium, Harare Játékvezető: Mahamadou Keita (mali) |

| 2013. szeptember 10. 16:00 (UTC+2) |

| Egyiptom                                               | 4–2               | Guinea                       |
| ------------------------------------------------------ | ----------------- | ---------------------------- |
| Ghaly 38' Aboutrika 51' (11-esből) Szaláh 83' Zaki 87' | (1–1) Jegyzőkönyv | El-Abd 4' (öngól) Soumah 57' |

| El Gouna Stadium, El Gouna Játékvezető: Tessema Bamlak (etióp) |

### H csoport
| Hely. | Csapat  | M | Gy | D | V | G+ | G– | Gk | P  | Továbbjutás                       |     | Algéria | Mali | Benin | Ruanda |
| ----- | ------- | - | -- | - | - | -- | -- | -- | -- | --------------------------------- | --- | ------- | ---- | ----- | ------ |
| 1.    | Algéria | 6 | 5  | 0 | 1 | 13 | 4  | +9 | 15 | Továbbjutott a harmadik fordulóba |     | —       | 1–0  | 3–1   | 4–0    |
| 2.    | Mali    | 6 | 2  | 2 | 2 | 7  | 7  | 0  | 8  |                                   |     | 2–1     | —    | 2–2   | 1–1    |
| 3.    | Benin   | 6 | 2  | 2 | 2 | 8  | 9  | −1 | 8  |                                   | 1–3 | 1–0     | —    | 2–0   |        |
| 4.    | Ruanda  | 6 | 0  | 2 | 4 | 3  | 11 | −8 | 2  |                                   | 0–1 | 1–2     | 1–1  | —     |        |

| 2012. június 2. 20:30 (UTC+1) |

| Algéria                                  | 4–0               | Ruanda |
| ---------------------------------------- | ----------------- | ------ |
| Feghouli 26' Soudani 31' 82' Slimani 79' | (2–0) Jegyzőkönyv |        |

| Stade Mustapha Tchaker, Blida Nézőszám: 20 000 Játékvezető: Bakary Papa Gassama (gambiai) |

| 2012. június 3. 16:00 (UTC+1) |

| Benin          | 1–0               | Mali |
| -------------- | ----------------- | ---- |
| Omotoyossi 18' | (1–0) Jegyzőkönyv |      |

| Stade de l'Amitie, Cotonou Nézőszám: 20 000 Játékvezető: Janny Sikazwe (zambiai) |

| 2012. június 10. 15:30 (UTC+2) |

| Ruanda                | 1–1               | Benin          |
| --------------------- | ----------------- | -------------- |
| Bokota 88' (11-esből) | (0–0) Jegyzőkönyv | Omotoyossi 74' |

| Stade Amahoro, Kigali Nézőszám: 15 000 Játékvezető: Tessema Bamlak (etióp) |

| 2012. június 10. 19:00 (UTC±0) |

| Mali                     | 2–1               | Algéria    |
| ------------------------ | ----------------- | ---------- |
| N’Diaye 30' M. Maiga 80' | (1–1) Jegyzőkönyv | Slimani 7' |

| Stade du 4-Août, Ouagadougou (Burkina Faso) Nézőszám: 5847 Játékvezető: Daniel Bennett (dél-afrikai) |

| 2013. március 24. 15:30 (UTC+2) |

| Ruanda     | 1–2               | Mali                              |
| ---------- | ----------------- | --------------------------------- |
| Kagere 37' | (1–0) Jegyzőkönyv | Mamadou Samassa 50' A. Traoré 55' |

| Stade Amahoro, Kigali Nézőszám: 10 000 Játékvezető: Hamada Nampiandraza (madagaszkári) |

| 2013. március 26. 20:30 (UTC+1) |

| Algéria                               | 3–1               | Benin       |
| ------------------------------------- | ----------------- | ----------- |
| Feghouli 10' Taïder 60' Slimani 90+2' | (1–1) Jegyzőkönyv | Gestede 26' |

| Stade Mustapha Tchaker, Blida Nézőszám: 32 000 Játékvezető: Rajindraparsad Seechurn (mauritiusi) |

| 2013. június 9. 18:00 (UTC+0) |

| Mali        | 1–1               | Ruanda     |
| ----------- | ----------------- | ---------- |
| N'Diaye 78' | (0–1) Jegyzőkönyv | Kagere 33' |

| Stade 26 mars, Bamako Nézőszám: 30 000 Játékvezető: Med Said Kordi (tunéziai) |

| 2013. június 9. 16:00 (UTC+1) |

| Benin       | 1–3               | Algéria                    |
| ----------- | ----------------- | -------------------------- |
| Gestede 31' | (1–2) Jegyzőkönyv | Slimani 38' 42' Gilasz 78' |

| Stade Charles de Gaulle, Porto Novo Nézőszám: 8000 Játékvezető: Néant Alioum (kameruni) |

| 2013. június 16. 18:00 (UTC+0) |

| Mali                               | 2–2               | Benin                       |
| ---------------------------------- | ----------------- | --------------------------- |
| Samassa 14' (11-esből) Diabaté 69' | (1–2) Jegyzőkönyv | Sessègnon 7' Omotoyossi 31' |

| Stade 26 mars, Bamako Nézőszám: 30 000 Játékvezető: Bouchaib El Ahrach (marokkói) |

| 2013. június 16. 15:30 (UTC+2) |

| Ruanda | 0–1               | Algéria    |
| ------ | ----------------- | ---------- |
|        | (0–0) Jegyzőkönyv | Taïder 51' |

| Stade Amahoro, Kigali Nézőszám: 15 000 Játékvezető: Yakhouba Keita (guineai) |

| 2013. szeptember 8. 16:00 (UTC+1) |

| Benin                   | 2–0               | Ruanda |
| ----------------------- | ----------------- | ------ |
| Poté 36' Babatounde 53' | (1–0) Jegyzőkönyv |        |

| Stade Charles de Gaulle, Porto Novo Játékvezető: Aboubacar Mario Bangoura (guineai) |

| 2013. szeptember 10. 20:30 (UTC+1) |

| Algéria     | 1–0               | Mali |
| ----------- | ----------------- | ---- |
| Soudani 51' | (0–0) Jegyzőkönyv |      |

| Stade Mustapha Tchaker, Blida Játékvezető: Eric Otogo-Castane (gaboni) |

### I csoport
| Hely. | Csapat    | M | Gy | D | V | G+ | G– | Gk | P  | Továbbjutás                       |     | Kamerun | Líbia | Kongói Demokratikus Köztársaság | Togo |
| ----- | --------- | - | -- | - | - | -- | -- | -- | -- | --------------------------------- | --- | ------- | ----- | ------------------------------- | ---- |
| 1.    | Kamerun   | 6 | 4  | 1 | 1 | 8  | 3  | +5 | 13 | Továbbjutott a harmadik fordulóba |     | —       | 1–0   | 1–0                             | 2–0  |
| 2.    | Líbia     | 6 | 2  | 3 | 1 | 5  | 3  | +2 | 9  |                                   |     | 2–1     | —     | 0–0                             | 2–0  |
| 3.    | Kongói DK | 6 | 1  | 3 | 2 | 3  | 3  | 0  | 6  |                                   | 0–0 | 0–0     | —     | 2–0                             |      |
| 4.    | Togo      | 6 | 1  | 1 | 4 | 4  | 11 | −7 | 4  |                                   | 0–3 | 1–1     | 2–1   | —                               |      |

1. ↑  Megállapított eredmény

| 2012. június 2. 15:30 (UTC+1) |

| Kamerun                      | 1–0               | Kongói DK |
| ---------------------------- | ----------------- | --------- |
| Choupo-Moting 54' (11-esből) | (0–0) Jegyzőkönyv |           |

| Stade Ahmadou Ahidjo, Yaoundé Nézőszám: 10 000 Játékvezető: Daniel Bennett (dél-afrikai) |

| 2012. június 3. 15:30 (UTC±0) |

| Togo       | 1–1               | Líbia     |
| ---------- | ----------------- | --------- |
| Damessi 8' | (1–1) Jegyzőkönyv | Zuway 16' |

| Stade de Kegue, Lomé Nézőszám: 15 000 Játékvezető: Koman Coulibaly (mali) |

| 2012. június 10. 15:30 (UTC+1) |

| Kongói DK                        | 2–0               | Togo |
| -------------------------------- | ----------------- | ---- |
| Mputu 23' Mbokani 81' (11-esből) | (1–0) Jegyzőkönyv |      |

| Stade des Martyrs, Kinshasa Nézőszám: 50 000 Játékvezető: Mohamed Farouk (egyiptomi) |

| 2012. június 10. 17:00 (UTC+1) |

| Líbia                  | 2–1               | Kamerun           |
| ---------------------- | ----------------- | ----------------- |
| Zuway 8' Ahniash 90+3' | (1–1) Jegyzőkönyv | Choupo-Moting 16' |

| Stade Taïeb Mhiri, Szfaksz (Tunézia) Nézőszám: 1000 Játékvezető: Mensur Maeruf (eritreai) |

| 2013. március 23. 15:30 (UTC+1) |

| Kamerun                  | 2–1               | Togo       |
| ------------------------ | ----------------- | ---------- |
| Eto’o 42' (11-esből) 82' | (1–1) Jegyzőkönyv | Womé 45+2' |

| Stade Ahmadou Ahidjo, Yaoundé Nézőszám: 30 000 Játékvezető: Djamel Haimoudi (algériai) |

| 2013. március 24. 15:30 (UTC+1) |

| Kongói DK | 0–0         | Líbia |
| --------- | ----------- | ----- |
|           | Jegyzőkönyv |       |

| Stade des Martyrs, Kinshasa Nézőszám: 53 500 Játékvezető: William Agbovi (ghánai) |

| 2013. június 7. 17:30 (UTC+2) |

| Líbia | 0–0         | Kongói DK |
| ----- | ----------- | --------- |
|       | Jegyzőkönyv |           |

| June 11 Stadium, Tripoli Nézőszám: 35 000 Játékvezető: Joshua Bondo (botswanai) |

| 2013. június 9. 15:30 (UTC±0) |

| Togo                   | 0–3 (megállapított) | Kamerun |
| ---------------------- | ------------------- | ------- |
| Amewou 31' Atakora 71' | Jegyzőkönyv         |         |

| Stade de Kégué, Lomé Nézőszám: 20 000 Játékvezető: Rajindraparsad Seechurn (mauritiusi) |

| 2013. június 14. 18:00 (UTC+2) |

| Líbia                                     | 2–0               | Togo |
| ----------------------------------------- | ----------------- | ---- |
| Al Badri 7' (11-esből) Amewou 17' (öngól) | (2–0) Jegyzőkönyv |      |

| June 11 Stadium, Tripoli Nézőszám: 40 000 Játékvezető: Mohamed Benouza (algériai) |

| 2013. június 16. 15:30 (UTC+1) |

| Kongói DK | 0–0         | Kamerun |
| --------- | ----------- | ------- |
|           | Jegyzőkönyv |         |

| Stade des Martyrs, Kinshasa Nézőszám: 80 000 Játékvezető: Badara Diatta (szenegáli) |

| 2013. szeptember 8. 15:30 (UTC+1) |

| Kamerun     | 1–0               | Líbia |
| ----------- | ----------------- | ----- |
| Chedjou 42' | (1–0) Jegyzőkönyv |       |

| Stade Ahmadou Ahidjo, Yaoundé Játékvezető: Noumandiez Doué (elefántcsontparti) |

| 2013. szeptember 8. 15:30 (UTC±0) |

| Togo                         | 2–1               | Kongói DK  |
| ---------------------------- | ----------------- | ---------- |
| Lalawélé 34' Aloenouvo 90+2' | (1–0) Jegyzőkönyv | Ebunga 82' |

| Stade de Kégué, Lomé Játékvezető: Bouchaib El Ahrach (marokkói) |

### J csoport
| Hely. | Csapat   | M | Gy | D | V | G+ | G– | Gk | P  | Továbbjutás                       |     | Szenegál | Uganda | Angola | Libéria |
| ----- | -------- | - | -- | - | - | -- | -- | -- | -- | --------------------------------- | --- | -------- | ------ | ------ | ------- |
| 1.    | Szenegál | 6 | 3  | 3 | 0 | 9  | 4  | +5 | 12 | Továbbjutott a harmadik fordulóba |     | —        | 1–0    | 1–1    | 3–1     |
| 2.    | Uganda   | 6 | 2  | 2 | 2 | 5  | 6  | −1 | 8  |                                   |     | 1–1      | —      | 2–1    | 1–0     |
| 3.    | Angola   | 6 | 1  | 4 | 1 | 7  | 5  | +2 | 7  |                                   | 1–1 | 1–1      | —      | 3–0    |         |
| 4.    | Libéria  | 6 | 1  | 1 | 4 | 3  | 9  | −6 | 4  |                                   | 0–2 | 2–0      | 0–0    | —      |         |

1. ↑  Megállapított eredmény

| 2012. június 2. 18:00 (UTC±0) |

| Szenegál                      | 3–1               | Libéria |
| ----------------------------- | ----------------- | ------- |
| Baldé 33' N'Doye 71' Mané 83' | (1–1) Jegyzőkönyv | Doe 15' |

| Stade Léopold Sédar Senghor, Dakar Nézőszám: 15 000 Játékvezető: Noumandiez Doue (elefántcsontparti) |

| 2012. június 3. 16:00 (UTC+1) |

| Angola    | 1–1               | Uganda   |
| --------- | ----------------- | -------- |
| Djalma 7' | (1–0) Jegyzőkönyv | Okwi 88' |

| Estádio 11 de Novembro, Luanda Nézőszám: 48 000 Játékvezető: Gehad Grisha (egyiptomi) |

| 2012. június 9. 16:00 (UTC+3) |

| Uganda                   | 1–1               | Szenegál  |
| ------------------------ | ----------------- | --------- |
| Walusimbi 85' (11-esből) | (0–1) Jegyzőkönyv | Cissé 37' |

| Nelson Mandela Nemzeti Stadion, Kampala Nézőszám: 30 000 Játékvezető: Mohammed Benúza (algériai) |

| 2012. június 10. 16:00 (UTC±0) |

| Libéria | 0–0         | Angola |
| ------- | ----------- | ------ |
|         | Jegyzőkönyv |        |

| Antoinette Tubman Stadium, Monrovia Nézőszám: 15 000 Játékvezető: Ali Lemghaifry (mauritániai) |

| 2013. március 23. 17:00 (UTC±0) |

| Szenegál | 1–1               | Angola    |
| -------- | ----------------- | --------- |
| Sow 39'  | (1–0) Jegyzőkönyv | Amaro 75' |

| Stade du 28 Septembre, Conakry (Guinea) Nézőszám: 13 500 Játékvezető: Néant Alioum (kameruni) |

| 2013. március 24. 16:00 (UTC±0) |

| Libéria             | 2–0               | Uganda |
| ------------------- | ----------------- | ------ |
| Wleh 36' Laffor 50' | (1–0) Jegyzőkönyv |        |

| Samuel Kanyon Doe Sports Complex, Paynesville Nézőszám: 25 000 Játékvezető: Mohamed Farouk (egyiptomi) |

| 2013. június 7. 16:00 (UTC+3) |

| Uganda     | 1–0               | Libéria |
| ---------- | ----------------- | ------- |
| Mawejje 4' | (1–0) Jegyzőkönyv |         |

| Nelson Mandela National Stadium, Kampala Nézőszám: 8400 Játékvezető: Adam Cordier (csádi) |

| 2013. június 8. 16:00 (UTC+1) |

| Angola     | 1–1               | Szenegál  |
| ---------- | ----------------- | --------- |
| Afonso 51' | (0–1) Jegyzőkönyv | Cissé 23' |

| Estádio 11 de Novembro, Luanda Nézőszám: 40 000 Játékvezető: Bernard Camille (Seychelle-szigeteki) |

| 2013. június 15. 16:00 (UTC+3) |

| Uganda               | 2–1               | Angola  |
| -------------------- | ----------------- | ------- |
| Okwi 83' Mawejje 89' | (0–0) Jegyzőkönyv | Job 57' |

| Nelson Mandela National Stadium, Kampala Nézőszám: 40 000 Játékvezető: Rédouane Jiyed (marokkói) |

| 2013. június 14. 16:00 (UTC±0) |

| Libéria | 0–2               | Szenegál                 |
| ------- | ----------------- | ------------------------ |
|         | (0–1) Jegyzőkönyv | Cissé 19' (11-esből) 54' |

| Antoinette Tubman Stadium, Monrovia Nézőszám: 35 000 Játékvezető: Davies Omweno (kenyai) |

| 2013. szeptember 7. 16:00 (UTC+1) |

| Angola                                         | 3–0 (megállapított) | Libéria      |
| ---------------------------------------------- | ------------------- | ------------ |
| Guedes 2' Mabululo 47' Guilherme 60' Abdul 63' | Jegyzőkönyv         | Macauley 80' |

| Tundavala National Stadium, Lubango Játékvezető: Slim Jedidi (tunéziai) |

| 2013. szeptember 7. 21:00 (UTC+1) |

| Szenegál | 1–0               | Uganda |
| -------- | ----------------- | ------ |
| Mané 84' | (0–0) Jegyzőkönyv |        |

| Stade de Marrakech, Marrakesh (Marokkó) Játékvezető: Daniel Bennett (dél-afrikai) |